# 伊纳姆克洛马交案
伊纳姆克洛马交案（英語：Enumclaw horse sex case）是一系列发生在2005年的事件，涉及肯尼思·D·皮尼安（Kenneth D. Pinyan），他是波音的工程师，居住在华盛顿州吉格港；卡车司机詹姆斯·迈克尔·泰特（James Michael Tait）；道格拉斯·斯平克（Douglas Spink）；以及其他未公开身份的男性。皮尼安和泰特拍摄并传播了皮尼安被一匹种马肛交的兽交色情影片，皮尼安在影片中使用了化名“汉兹先生”（Mr. Hands）。经过多次这种行为后，皮尼安在其中一次事件中受到了致命的内部伤害。
此事被《西雅图时报》报道，是该报2005年最受关注的新闻之一。皮尼安的死亡迅速促使华盛顿州议会通过了一项法案，禁止与动物发生性行为以及拍摄这种行为的录像。根据现行的华盛顿州法律，兽交现已成为三级重罪，最高可判五年监禁。
由于兽交在当时的华盛顿州是合法的，泰特最终只被判犯有擅闯罪，并被判处一年缓刑。

## 背景
20世纪70年代，美国多个州废除了对某些性行为的刑事处罚，这些行为主要包括某些已不再被认为应禁止的双方自愿的性行为（如将所有口交和肛交刑事化）。在华盛顿州，一项法律于1976年7月1日被废除，该法律曾规定：
任何人以任何方式与任何动物或鸟类发生肉体关系，或以肛门、口或舌头与任何男性或女性发生肉体关系，或自愿接受此类肉体关系，或企图与尸体发生性行为者，皆为㚻姦罪……——1974年《华盛顿修订法典》第9.79.100条
法律废除的一个后果是，兽交在华盛顿州成为合法行为。
肯尼思·皮尼安在波音工作了八年。他曾与一名女性结婚，与她有了孩子。他从西雅图搬到了华盛顿州橡港市。皮尼安正在建设一座新房子和马厩，计划在华盛顿州吉格港的半岛公路旁饲养一匹马。他刚要开始支付该房产的按揭。
皮尼安曾在一次摩托车事故中失去了体验某些感觉的能力，随后他开始寻求越来越极端的性行为，如使用非常大的假陰莖、拳交，以及被马肛交。在2000年代初期，他通过网络找到了一群被称为“zoos”的男性，开始在华盛顿州金县的一个非建制地區进行周末聚会。这群人拍摄了彼此被马肛交的过程，有时还会与对方发生性关系（这些也被录制下来），将影片发布到网上。根据2007年纪录片《动物园》（Zoo）的共同编剧查尔斯·穆迪德（Charles Mudede）的说法，这些人透过脱衣、使用马繁殖用的信息素，以及弯腰俯身的方式训练马来与他们进行性行为。2015年，穆迪德写道，这些人对巨大的生殖器产生了性迷恋，这可能与马并无直接关系。他还认为皮尼安并不真正喜欢马，也不是一个真正的兽交者，即使皮尼安曾为他最喜欢的马“Strut”（撑杆）制作了一份其生殖器的鑄件。

## 皮尼安之死
导致皮尼安死亡的事件发生在华盛顿州金县一个非建制地區40英畝（16公頃）的农场，距离伊纳姆克洛西北5英里（8.0）。金县治安官办公室的约翰·厄克特（John Urquhart）警官表示，通常这些男性是在卡车司机詹姆斯·迈克尔·泰特拥有的农场上与一匹没有公开名字的马发生性关系，但那天晚上，那匹马似乎并不特别配合。皮尼安、泰特和另一名身份不明的男子当晚潜入了东南444街（Southeast 444th Street）农场的马厩。泰特或那名身份不明的男子录制了泰特被一匹称为“Big Dick”（大屌）的种马肛交的过程。之后，泰特又拍摄了皮尼安被同一匹马肛交的过程。此次事件中，皮尼安受到了包括结肠穿孔在内的内部伤害。
2005年7月2日，道格拉斯·斯平克将皮尼安送到了伊纳姆克洛社区医院。医护人员将皮尼安推进检查室后发现他已经死亡。根据验尸官办公室的报告，45岁的皮尼安死于结肠穿孔引发的急性腹膜炎，死亡被判定为意外事故。

## 调查
皮尼安死亡后，警方透过他的駕駛執照找到了他的熟人和亲属。早期新闻报道称，警方透过监控摄像头的录像追踪到了皮尼安的同伴。透过这些联系人，警方找到了事发的农场。警方追查到了伊纳姆克洛地区的这个农场，在兽交聊天室中是希望与牲畜发生性行为者的著名目的地，警方查获了100盘VHS录像带和DVD，记录了数百小时的男性与动物发生兽交的画面。其中一盘录像带展示了皮尼安在7月2日去世前不久的情景。
检察官后来认定马没有受到伤害。
直到皮尼安死後，執法部門尋找一種方法來懲罰他的同夥時，華盛頓州的獸交合法性才成為一個問題……檢察官辦公室想以虐待動物罪起訴泰特，但警方發現他們從他家中收集的許多錄影帶上沒有虐待動物的證據。由於沒有法律禁止人道地肏马，檢察官只能以擅闯罪指控泰特。——查尔斯·穆迪德《局外人报》（The Stranger）
检察官办公室表示，没有提出虐待動物的指控，因为没有证据表明马匹受到了伤害。——美联社《西雅图时报》

## 媒体报道
《西雅图时报》的工作人员记者珍妮弗·沙利文（Jennifer Sullivan）表示，金县治安官办公室最初并不打算将此事件报道出来，认为它的性质过于骇人。然而，美联社的一篇报道提到发生事件的农场吸引了大量寻求与动物发生兽交的人后，《西雅图时报》决定有必要对该案件进行报道，因为涉及的人员众多。

## 刑事指控、认罪和判刑
该案件中的录像拍摄者是54岁的詹姆斯·迈克尔·泰特，他因擅闯罪被指控一级犯罪——农场的主人并不知晓这些男子闯入其农场进行兽交。第三名男子因未在警方收集的录像中露面，未被指控。2005年11月29日，泰特提交了“阿尔弗德抗辩”，这是一种被告声称自己事实上无罪，但承认检方证据可能足以定罪的认罪方式。法官戴维·克里斯蒂（David Christie）给他判了一年缓刑、300美元罚款、一天社区服务，禁止泰特再度踏入该农场。

## 事后反应
查尔斯·穆迪德写道，当时伊纳姆克洛的居民对这一事件感到震惊和愤怒。2015年，距离事件十年后，穆迪德写道，伊纳姆克洛的居民仍然不愿提及此事。

### 《两男一马》
皮尼安死亡后，一段皮尼安被马肛交的影片在互联网上传播开来。该影片外号为《汉兹先生》（Mr. Hands）或《两男一马》（2 Guys 1 Horse）。该影片原本旨在满足观看者的性欲，却成为互联网上最早的病毒式震撼影片之一，在纪录片《动物园》中被提及。乔·罗根曾在播客“The Joe Rogan Experience”的某两集中向嘉宾艾莉莎‧施萊辛格（Iliza Shlesinger）和喬許·塞普斯（Josh Zepps）展示这段影片。

### 《动物园》
一部关于皮尼安生平与死亡，以及那些前往伊纳姆克洛附近农场的人的纪录片于2007年圣丹斯电影节上首映，片名为《动物园》（Zoo）。它是856部候选影片中入选的16部之一，随后在美国多个地区的电影节上映。圣丹斯电影节之后，该片也被选为在第60届戛纳电影节“導演雙週”展映的五部美国电影之一。

### 詹姆斯·迈克尔·泰特及2009-2010年的后续事件
在华盛顿州的事件发生后不久，詹姆斯·迈克尔·泰特搬到了田納西州摩利縣，住在一位名为肯尼·托马森（Kenny Thomason）的人的农场上，养有马、猪、山羊和狗。2009年10月13日，一名与他们有关的女性克里斯蒂·D·莫里斯（Christy D. Morris）因三项虐待动物罪被捕。两天后，一名匿名人士向调查人员发送了一张男子虐待托马森农场中的一匹设德兰矮种马的照片；泰特和托马森当天被捕。泰特被指控三项虐待动物重罪，托马森被指控两项。根据泰特的逮捕令，他在数月内与一匹种马发生过性行为。泰特和托马森承认与马发生性行为。2010年1月，泰特在田纳西州法院承认与动物发生性行为，被判处缓刑。

### 华盛顿修订法典第16.52.205条
皮尼安死亡后，华盛顿州参议员帕姆·罗奇（Pam Roach）起草了一项法案，禁止兽交行为。6417号参议院法案于2006年2月11日通过，规定兽交为三级重罪。穆迪德写道，“这项法律几乎是轻而易举地通过的”；在华盛顿州，兽交几乎没有任何政治支持，也没有任何组织积极倡导其合法化。穆迪德还写道，阅读《华盛顿修订法典》第16.52.205条的内容“非常像是在阅读硬調色情作品”。法律禁止“拍摄人与动物之间的性行为或性接触”的录像，动物“无论是活的还是死的”。由于该法案中有禁止拍摄影片的条款，穆迪德认为这项法律“直接指向了詹姆斯·泰特”。2015年，穆迪德表示，自皮尼安事件以来，他并不知道华盛顿州再有兽交相关的逮捕事件。